# Grandas de Salime
Grandas de Salime là một đô thị trong cộng đồng tự trị của Công quốc Asturias, Tây Ban Nha.

## Giáo khu
- Grandas de Salime
- La Mesa
- Negueira
- Peñafuente
- Trabada
- Villarpedre
- Vitos